# Lepanthes blepharantha
Lepanthes blepharantha är en orkidéart som beskrevs av Rudolf Schlechter. Lepanthes blepharantha ingår i släktet Lepanthes och familjen orkidéer.
Artens utbredningsområde är Kuba. Inga underarter finns listade i Catalogue of Life.